# Mistrzostwa Świata w Kolarstwie Górskim 2020
31. Mistrzostwa świata w kolarstwie górskim – zawody sportowe w kolarstwie górskim, które odbyły się w dniach 7−11 października 2020 roku w austriackim Leogang. 

## Medaliści
| Konkurencja:        | Złoto:                                                                                               | Srebro:                                                                                                 | Brąz: | Źródło |
| Cross-country       | | | |        |
| mężczyźni elita     | Jordan Sarrou                                                                                        | Mathias Flückiger                                                                                       | Titouan Carod                                                                                             | [ 1 ]  |
| kobiety elita       | Pauline Ferrand-Prévot                                                                               | Eva Lechner                                                                                             | Rebecca McConnell                                                                                         | [ 2 ]  |
| mężczyźni do lat 23 | Thomas Pidcock                                                                                       | Christopher Blevins                                                                                     | Joel Roth                                                                                                 | [ 3 ]  |
| kobiety do lat 23   | Loana Lecomte                                                                                        | Blanka Kata Vas                                                                                         | Ceylin del Carmen Alvarado                                                                                | [ 4 ]  |
| juniorzy            | Lennart-Jan Krayer                                                                                   | Janis Baumann                                                                                           | Luca Martin                                                                                               | [ 5 ]  |
| juniorki            | Mona Mitterwallner                                                                                   | Luisa Daubermann                                                                                        | Aneta Novotná                                                                                             | [ 6 ]  |
| sztafeta mieszana   | Francja · Mathis Azzaro · Luca Martin · Loana Lecomte · Léna Gérault · Olivia Onesti · Jordan Sarrou | Włochy · Luca Braidot · Eva Lechner · Filippo Agostinacchio · Nicole Pesse · Marika Tovo · Juri Zanotti | Szwajcaria · Luke Wiedmann · Thomas Litscher · Sina Frei · Noëlle Buri · Elisa Alvarez · Alexandre Balmer | [ 7 ]  |
| mężczyźni E-MTB     | Thomas Pidcock                                                                                       | Jérôme Gilloux                                                                                          | Simon Andreassen                                                                                          | [ 8 ]  |
| kobiety E-MTB       | Mélanie Pugin                                                                                        | Kathrin Stirnemann                                                                                      | Nathalie Schneitter                                                                                       | [ 9 ]  |
| Zjazd               | | | |        |
| mężczyźni elita     | Reece Wilson                                                                                         | David Trummer                                                                                           | Rémi Thirion                                                                                              | [ 10 ] |
| kobiety elita       | Camille Balanche                                                                                     | Myriam Nicole                                                                                           | Monika Hrastnik                                                                                           | [ 11 ] |
| juniorzy            | Oisin O'Callaghan                                                                                    | Daniel Slack                                                                                            | James Elliott                                                                                             | [ 12 ] |
| juniorki            | Lauryne Chappaz                                                                                      | Sophie Gutöhrle                                                                                         | Léona Pierrini                                                                                            | [ 13 ] |

## Tabela medalowa
| Miejsce | Państwo           | Złoto | Srebro | Brąz | Razem |
| ------- | ----------------- | ----- | ------ | ---- | ----- |
| 1.      | Francja           | 6     | 2      | 4    | 12    |
| 2.      | Wielka Brytania   | 3     | 1      | 1    | 5     |
| 3.      | Szwajcaria        | 1     | 3      | 3    | 7     |
| 4.      | Austria           | 1     | 2      | 0    | 3     |
| 5.      | Niemcy            | 1     | 1      | 0    | 2     |
| 6.      | Irlandia          | 1     | 0      | 0    | 1     |
| 7.      | Włochy            | 0     | 2      | 0    | 2     |
| 8.      | Stany Zjednoczone | 0     | 1      | 0    | 1     |
| 8.      | Węgry             | 0     | 1      | 0    | 1     |
| 10.     | Australia         | 0     | 0      | 1    | 1     |
| 10.     | Czechy            | 0     | 0      | 1    | 1     |
| 10.     | Dania             | 0     | 0      | 1    | 1     |
| 10.     | Holandia          | 0     | 0      | 1    | 1     |
| 10.     | Słowenia          | 0     | 0      | 1    | 1     |